# 耶希阿姆堡國家公園
32°59′39″N 35°13′19″E / 32.9941°N 35.2219°E

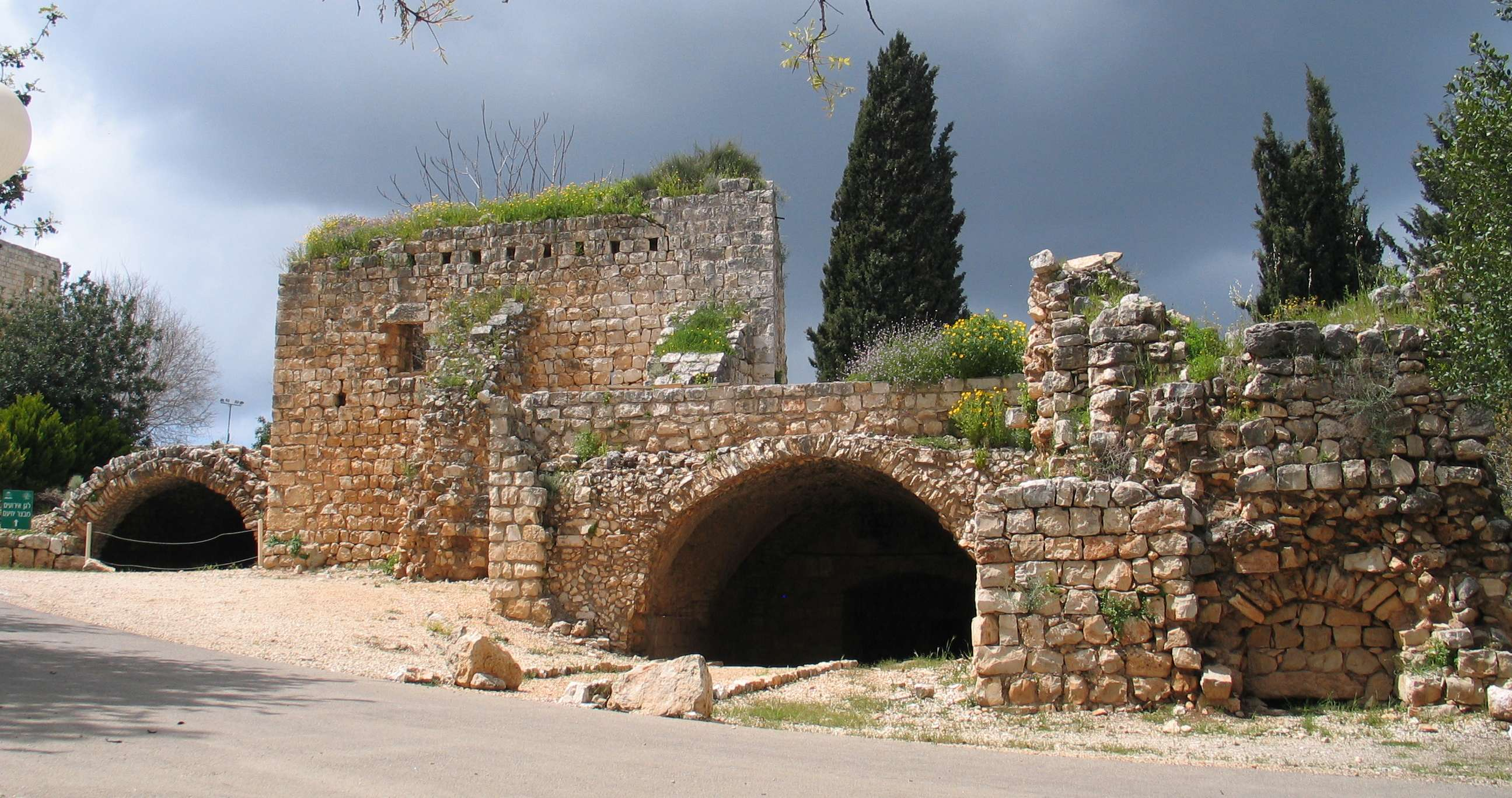

耶希阿姆堡國家公園是以色列的國家公園，位於該國北部區，主要景點是處於山頂的城堡遺址，建築物包括帶有崗樓、清真寺和大型拱形大廳。